# Neurergus microspilotus
Neurergus microspilotus är en groddjursart som först beskrevs av Nesterov 1916.  Neurergus microspilotus ingår i släktet Neurergus och familjen vattensalamandrar. Inga underarter finns listade i Catalogue of Life.
Denna vattensalamander förekommer i området Kurdistan i Iran och Irak samt kanske i regioner i Azerbajdzjan. Den lever i kulliga regioner och bergstrakter mellan 750 och 2100 meter över havet. Arten vistas i små vattendrag, i kanaler och i dammar. Landskapet omkring utgörs av skogar med ekar, av buskskogar och av gräsmarker. Grodynglens utveckling sker i vattnet.
Beståndet hotas av landskapsförändringar, av ändringar i vattendragen lopp och av vattenföroreningar. Förändringar av vädret kan medföra mer torka. En bäck där denna vattensalamander lever påverkas av turister i en grotta. Alla revir tillsammans är uppskattningsvis 9 000 km² stort. IUCN kategoriserar arten globalt som sårbar.